# Les Eyzies-de-Tayac-Sireuil
Les Eyzies-de-Tayac-Sireuil korábbi község Franciaországban, Dordogne megyében. Lakosainak száma 838 fő (2018. január 1.).
2019. január 1-jén Manaurie és Saint-Cirq korábbi községgel egyesült és az így létrejött Les Eyzies új község része lett.

## Népesség
A település népességének változása:
| Lakosok száma | 832  | 812  | 815  | 837  | 834  | 838  |
|               | 2010 | 2013 | 2015 | 2016 | 2017 | 2018 |